# Parma, Missouri
Parma är en ort i New Madrid County i delstaten Missouri, USA.